# JA Prestwich Industries Ltd
JA Prestwich Industries Ltd fou una empresa d'enginyeria anglesa que es va fundar el 1951 per mitjà de la fusió de J.A.Prestwich and Company Limited i Pencils Ltd. L'empresa rebia el nom del seu fundador, l'enginyer John Alfred Prestwich. Els seus productes es comercialitzaven amb la marca JAP (de vegades, escrita «J.A.P.»).

## Història
John A. Prestwich va endegar la fabricació d'instruments científics el 1895, a 20 anys, inicialment darrere la casa del seu pare al número 1 de Lansdowne Road, Tottenham (Londres). El 1911 s'havia traslladat a uns nous locals a Tariff Road, dins la zona del Northumberland Park de Tottenham, uns locals que a data del 2015 encara existien. Prestwich fou conegut inicialment per les seves càmeres i projectors cinematogràfics. Va treballar amb S.Z. de Ferranti i més tard amb el pioner del cinema William Friese-Greene.

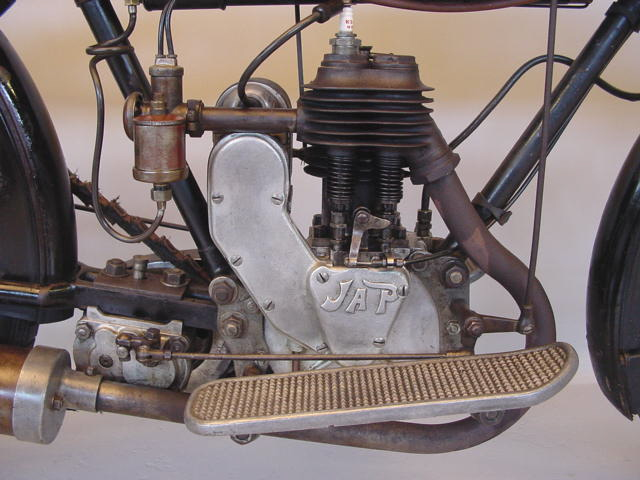
Motor de motocicleta JAP de 293 cc del 1915

Cap al 1902 J.A.Prestwich and Company va començar a fabricar motors de motocicleta que després feien servir molts altres fabricants. Els seus motors es van fer servir en competicions de motociclisme amb un èxit fulgurant i es van emprar en motocicletes de speedway fins a la dècada del 1960. Prestwich també fabricava motors per a avions. El 1919, Prestwich va fundar Pencils Limited per tal d'explotar comercialment la seva invenció de maquinària nova i l'empresa va fabricar els "Master Pencils", també a Tariff Road. A la dècada del 1930, la producció de motors es va centrar cada vegada més en petits motors industrials i agrícoles. Durant la Segona Guerra Mundial, Prestwich va produir al voltant de 240.000 motors industrials de benzina en suport de l'esforç bèl·lic, juntament amb milions de peces d'avions, fusibles i altres elements.
El 1951, els actius de J.A.Prestwich and Company Limited i de Pencils Ltd van ser adquirits per J.A.Prestwich Industries Limited, empresa que fou registrada el 23 d'abril d'aquell any i va sortir a la borsa de Londres poc després. El 1957 pràcticament totes les accions de la companyia havien estat adquirides per la Villiers Engineering de Wolverhampton, la qual fabricava també motors industrials i de motocicleta. La fàbrica de motors de Northumberland Park es van tancar el 1963 i J.A.Prestwich Industries Limited es va liquidar el 1964.
Els papers, fotografies i material publicitari relacionats amb l'empresa es troben al Bruce Castle Museum de Tottenham i al Science Museum Library & Archives del Science Museum de Wroughton, Wiltshire.

## Productes

### Motocicletes
De 1904 a 1908 l'empresa va produir motocicletes completes partint del desenvolupament del primer motor OHV de motocicleta del Regne Unit.
Després d'això, la fàbrica es va concentrar a subministrar els seus motors a altres fabricants, entre ells Brough Superior, Triumph Motorcycles, A. J. Stevens & Co. Ltd, Enfield Cycle Co, Hazlewoods Limited, Zenith Motorcycles i HRD Motorcycles, el precursor de Vincent Motorcycles. Entre els models que incorporaven els seus motors hi havia l'AJS Model D, fabricada per a l'exèrcit rus durant la Primera Guerra Mundial.
JAP va exportar un nombre significatiu de motors a fabricants de motocicletes estrangers, entre ells Dresch i Terrot a França i Ardie, Hecker i Tornax a Alemanya.
Cap al final de l'empresa, sota el control de Villiers, els motors JAP s'utilitzaven en competició, especialment en curses de speedway o dirt track. Diversos incondicionals en van continuar el desenvolupament fins a la dècada del 1970, sobretot per al seu ús en curses de grasstrack, speedway i long track. Les variants incloïen l'ús de capçals de quatre vàlvules, bugies dobles i sistemes d'encesa electrònica primerencs. Alguns exemplars es van modificar perquè funcionessin amb motors alimentats amb alcohol, bàsicament per a l'ús en speedway. Tots aquests motors eren de quatre temps. L'ús dels motors J.A.P. va minvar durant la dècada del 1970, ja que els de la competència, Jawa-CZ i GM, es van potenciar i donaven un millor rendiment.

Motocicletes de competició amb motors JAP
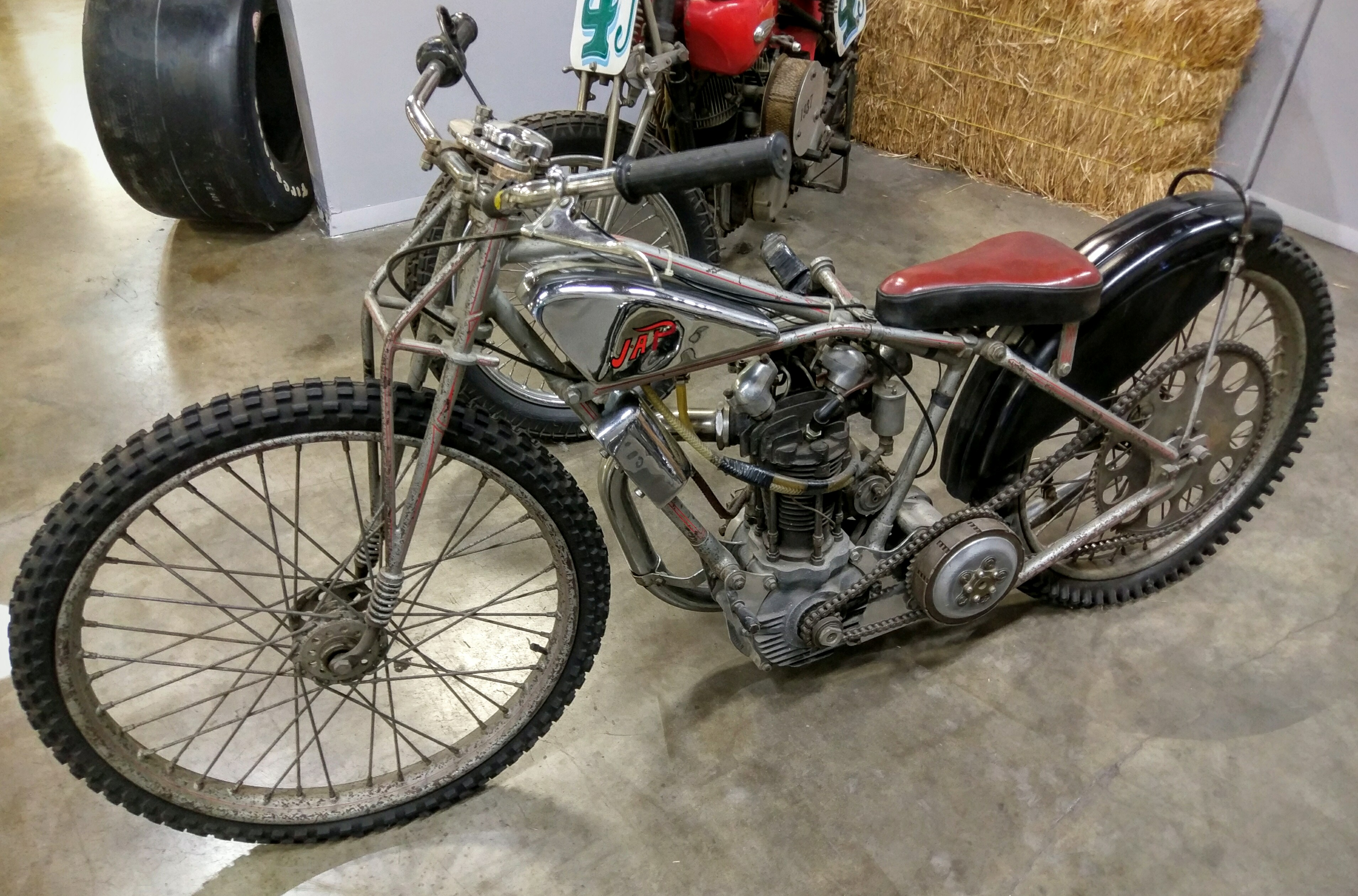
J.A.P. de speedway de 1948, al California Automobile Museum
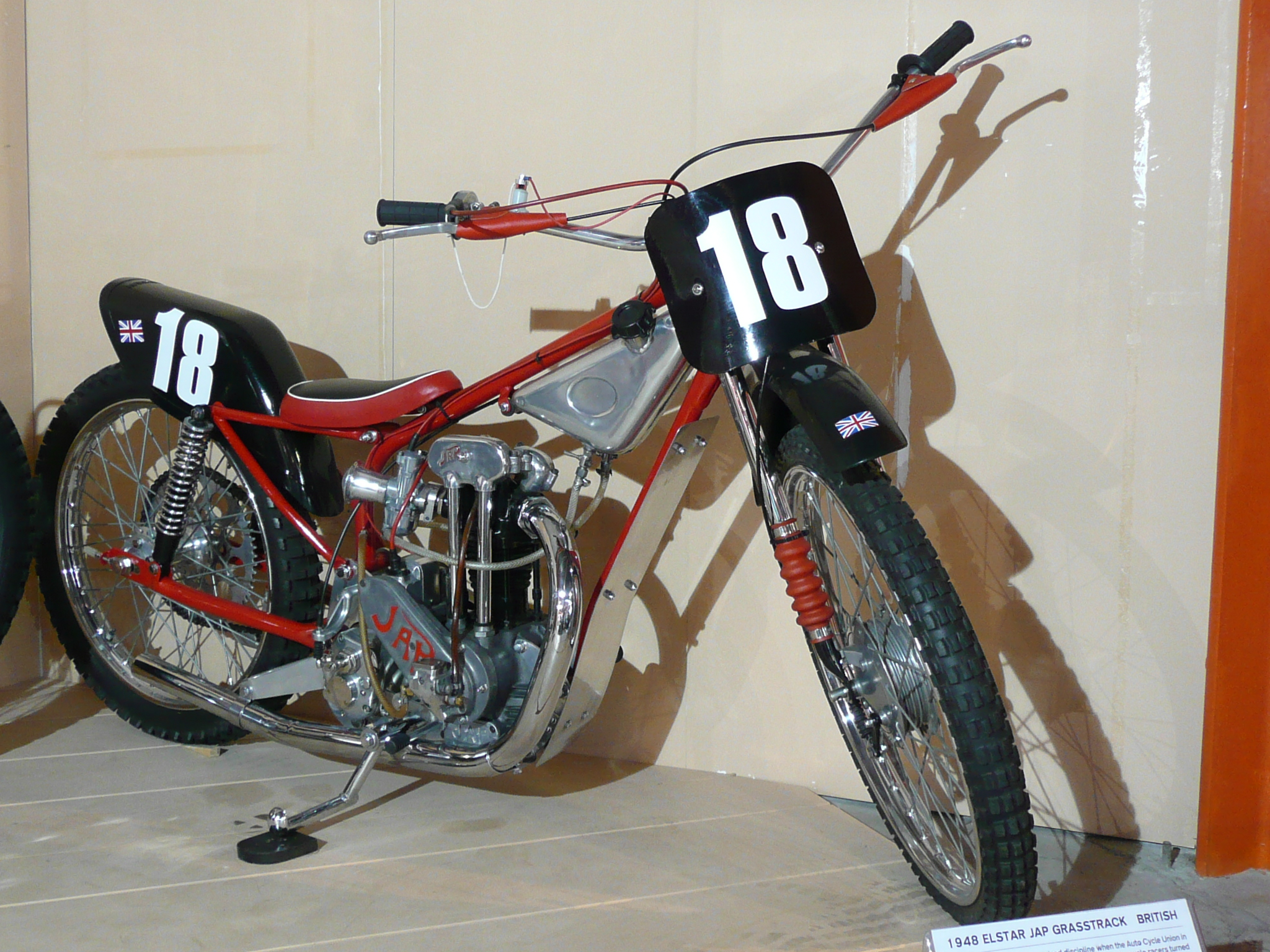
Elstar JAP de grasstrack de 1948, al National Motor Museum Monorail de Beaulieu (Hampshire)
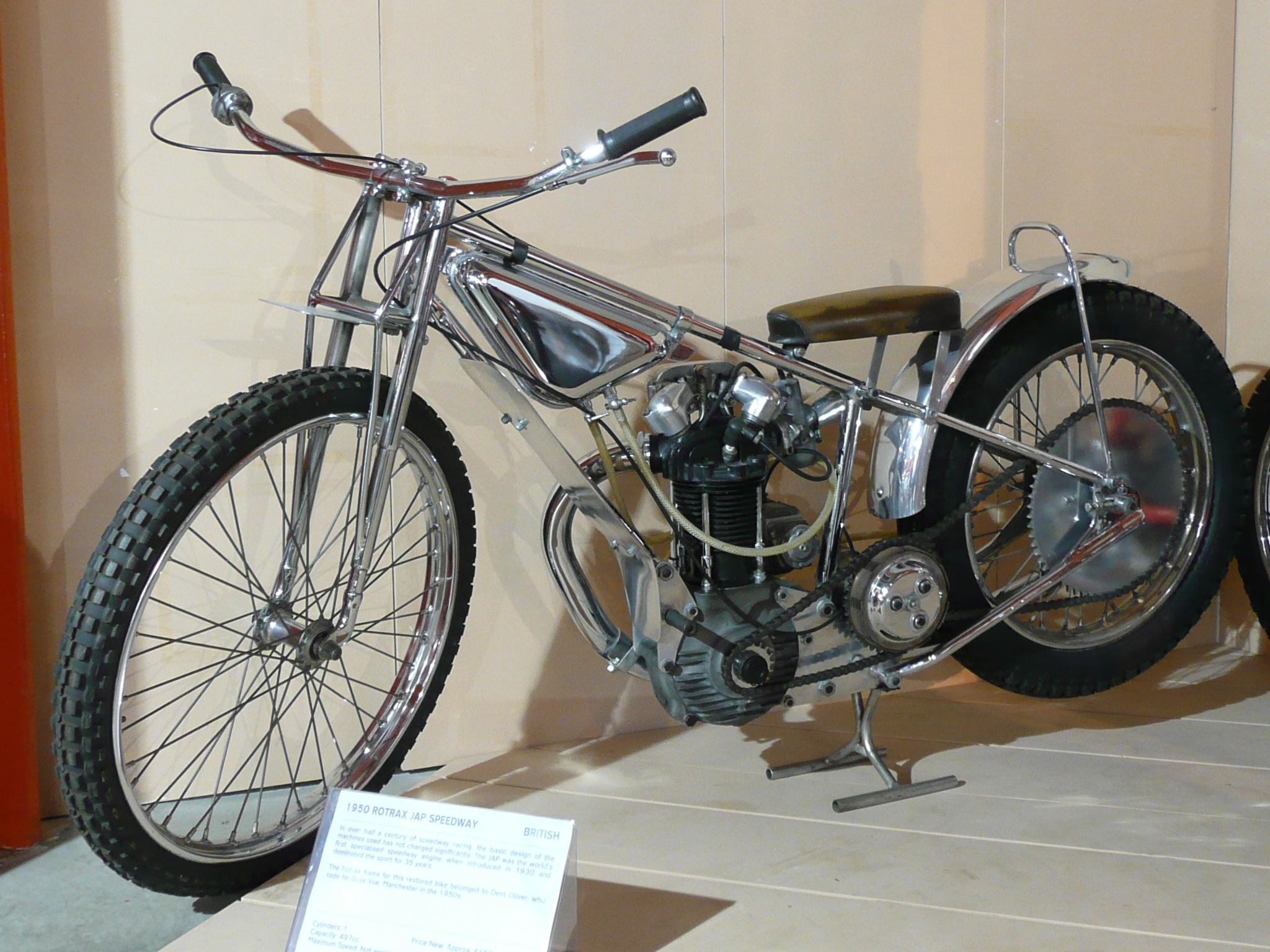
Rotrax JAP de speedway de 1950, al National Motor Museum Monorail de Beaulieu
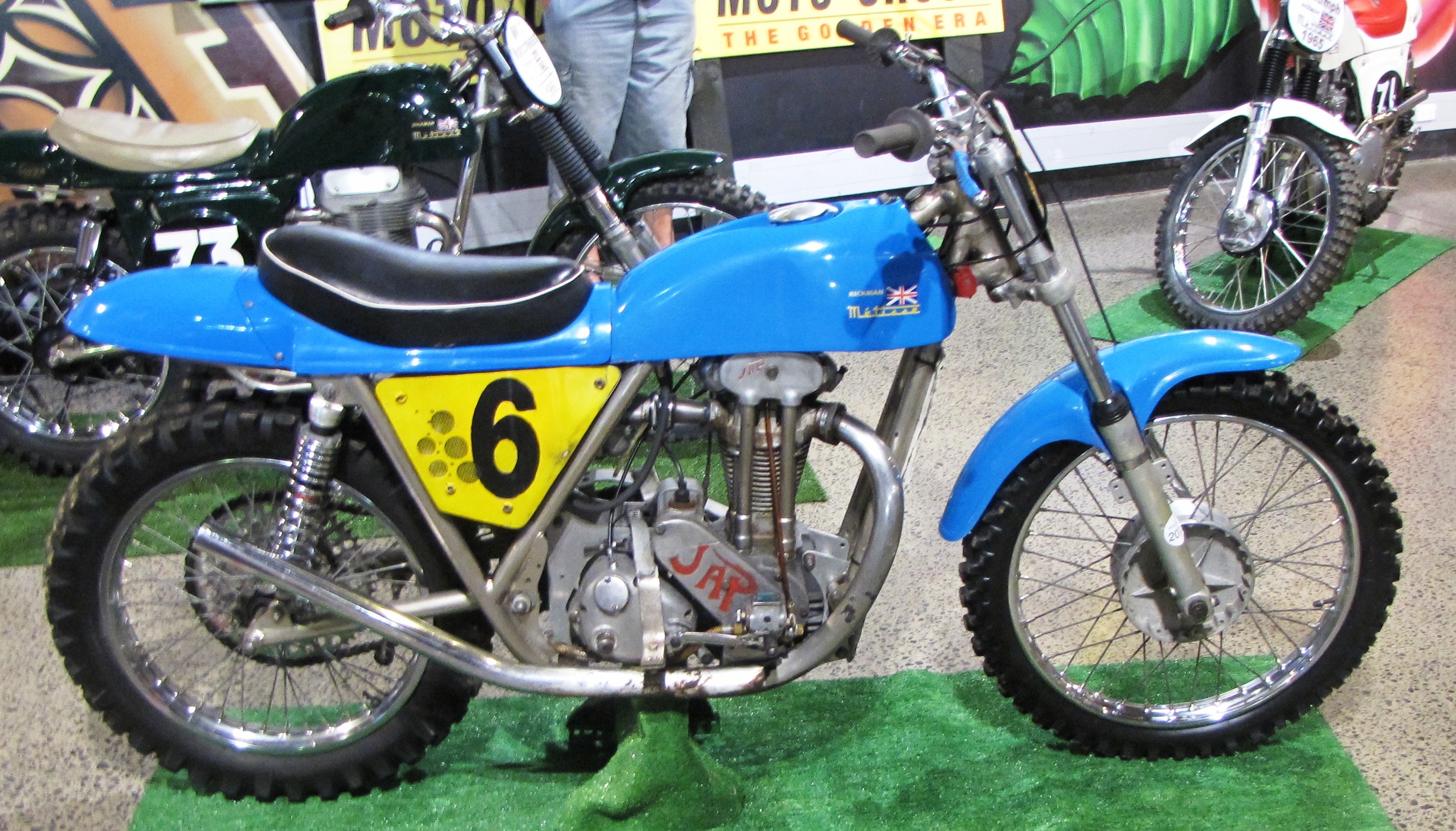
Rickman Métisse de motocròs de 1967 amb motor JAP, a Auckland (Nova Zelanda)

### Motors d'aviació
Els primers avions eren lleugers i bàsics i necessitaven un motor fiable i de poc pes. Els motors de motocicletes JAP s'empraven sovint amb aquesta finalitat. El 1909 es va instal·lar un motor JAP en un triplà d'A V Roe, considerat com al primer avió plenament britànic, i durant un temps Prestwich i Roe es van associar. Al començament, JA Prestwich lliurava el mateix motor al fabricant d'avions, permetent-lo així de fer-hi modificacions locals (principalment tubs de venturi més grans per al carburador, per a permetre una major entrada d'aire en altitud). A finals de la dècada del 1920 i començaments de la del 1930 JA Prestwich va produir diversos motors més pesats sota llicència, entre ells els destinats al mercat britànic per a Aeronca.

### Motors d'automòbil

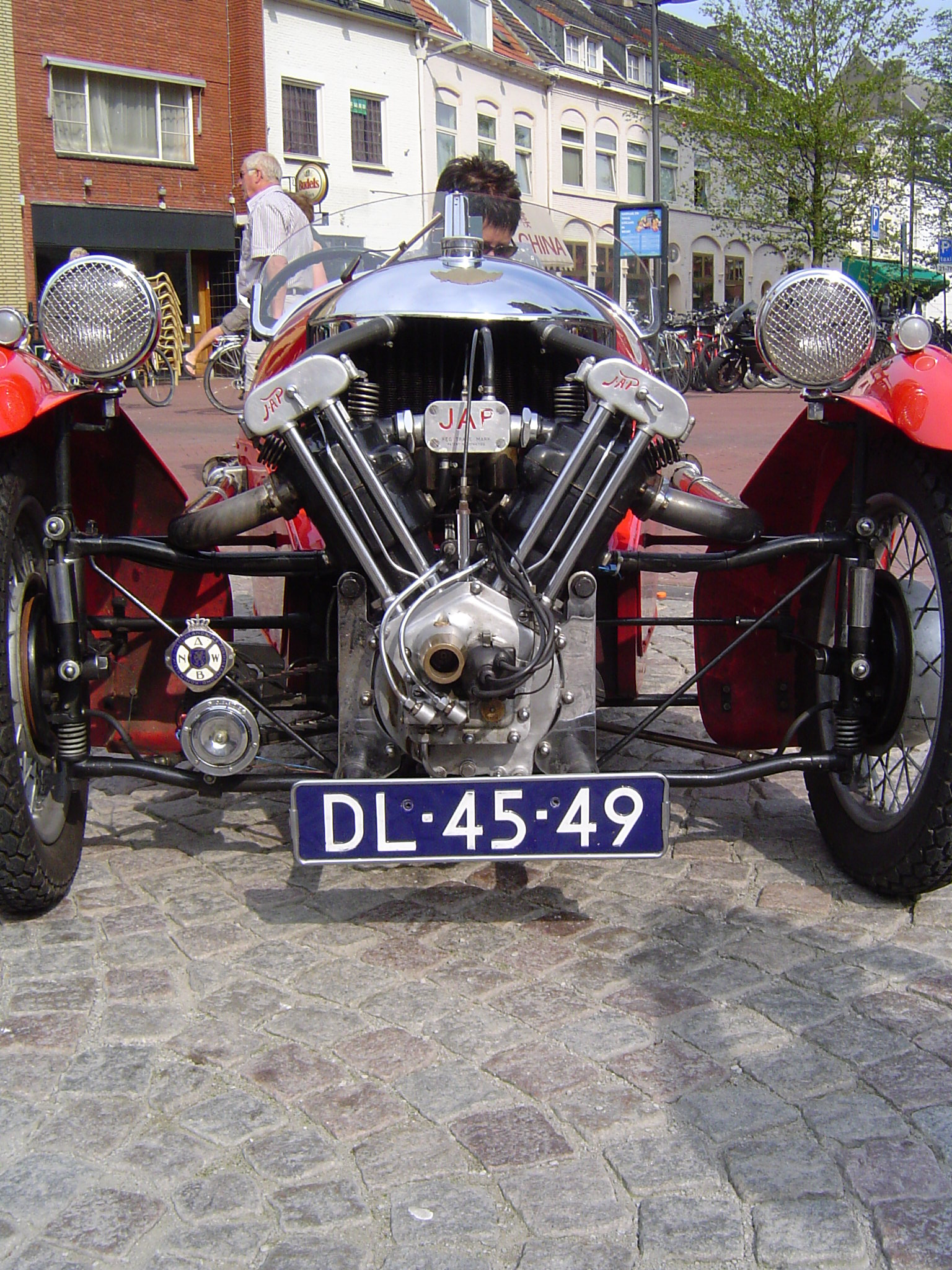
Morgan Super Sport de 1934 amb motor JAP

Els motors JAP es van utilitzar àmpliament en autocicles durant el període 1910-1914, quan aquesta mena d'automòbils era popular entre els petits fabricants. El 1914 JAP va anunciar un nou motor fabricat específicament per a autocicles: un de bicilíndric en V de 90 mm de diàmetre i 85 mm de carrera (1.082 cc). El motor tenia un volant d'inversió més gran que el de motocicleta i un dispositiu de magneto tancat. El motor es va anunciar amb una imatge on se'l veia instal·lat en un Morgan de tres rodes.
En veure el desenvolupament dels lleugers i altament potents motors JAP de Speedway, alguns fabricants d'automòbils de poc volum de pre-guerra, com ara G.N., T.B., Morgan Motor Company i Reliant, els van fer servir per a motoritzar els seus vehicles.
Aquest ús dels JAP es va estendre a les curses d'automobilisme després de la Segona Guerra Mundial. La majoria es van emprar en fórmules especialitzades en pes lleuger al Regne Unit, o més àmpliament a les curses de Fórmula 3 després del desenvolupament fet per John Cooper.
Durant els seus darrers anys, JA Prestwich va produir components per a altres fabricants de vehicles, com ara la culata del Lotus Cortina i les primeres versions del motor Lotus Elan, basat en Ford.

#### A la F1
Un monoplaça de Fórmula 1 pilotat pel pilot nord-americà Harry Schell va competir al GP de Mònaco de la temporada 1950 amb un motor J.A.P., i aquesta va ser la seva única participació en el món de la F1.

### Cinematografia
A començaments del segle xx, la companyia va produir equips cinematogràfics (càmeres, impressores, mutoscopis, màquines de tallar i perforar) i projectors com ara els Urban Bioscope per a la Warwick Trading Company i Charles Urban.

### Transport ferroviari
Models primerencs de carretons motoritzats de manteniment de vies ferroviàries (els anomenats Wickham trolley) van fer servir, des de 1948, motors JAP bicilíndrics en V. Es movien gràcies a un gran volant d'inèrcia amb accionament de fricció. A la dècada del 1950, altres Wickham trolleys van fer servir motors JAP de 600 cc amb d'embragatge i eix de transmissió posterior d'engranatge cònic.

### Motors utilitaris
J.A. Prestwich va fabricar també petits motors utilitaris sota la marca JAP per a diversos usos, tant estacionaris com en equips motoritzats. Tenien una mida que abastava des dels petits motors de dos temps del model 0 fins als molt més voluminosos motors del tipus 6, i s'empraven en conreadores, grups electrògens, aparells de munyiment, bombes d'aigua, tallagespes, elevadors de fenc i altres ginys agrícoles. La majoria eren de quatre temps (tret d'alguns de dos temps com el model 0). Eren força fiables, i encara se'n poden veure exemplars en trobades "vintage" arreu del Regne Unit.
Tot i que la majoria dels motors portaven el nom de JAP, alguns, com el model 3 OHV fabricat per a Arthur Lyon & Co, per als seus grups electrògens ALCO, duien tapes de distribució foses amb el nom ALCO Featherweight.
J.A.P. tenia una fàbrica a Chelmsford Road, Southgate (Londres), que donava feina a 40 a 50 treballadors, on es fabricaren aquests motors el 1955.